# Славянка (Саратовская область)
Славя́нка — посёлок в  Воскресенском районе Саратовской области. Входит в состав Елшанского муниципального образования.

## География
Посёлок находится севернее региональной автотрассы Р228, на расстоянии примерно 46 км (по прямой) к западу от села Воскресенское, административного центра района.

### Часовой пояс
Посёлок Славянка, как и вся Саратовская область, находится в часовой зоне МСК+1. Смещение применяемого времени относительно UTC составляет +4:00.

## История
Посёлок основан в 1909 году украинскими переселенцами.

## Население
| 2002 | 2010 |
| ---- | ---- |
| 365  | ↘359 |

### Национальный состав
Согласно результатам переписи 2002 года, в национальной структуре населения русские составляли 71 % из 365 чел.

## Инфраструктура
В посёлке функционируют общеобразовательная школа, детский сад, фельдшерско-акушерский пункт, клуб, отделение связи. 